# Demet Gül
Demet Gül (* 1982 in Stuttgart) ist eine deutsch-türkische Schauspielerin.

## Leben und Leistungen
Demet Gül wuchs als Tochter türkischer Einwanderer in Stuttgart auf. Sie absolvierte ein Schauspielstudium an der Otto-Falckenberg-Schule in München und wirkte an mehreren Produktionen der Theaterakademie München sowie der Bayerischen Staatsoper als Schauspielerin mit. Sie spielte eine der Hauptrollen in dem Spielfilm Almanya – Willkommen in Deutschland (2011).

## Filmografie (Auswahl)
- 2011: Almanya – Willkommen in Deutschland
- 2013: Einmal Hans mit scharfer Soße
- 2014: Ulan İstanbul (Türkische Serie)
- 2014: Notruf Hafenkante – Die Außenseiterin
- 2015: 8 Sekunden – Ein Augenblick Unendlichkeit
- 2016: Ask Laftan Anlamaz (Türkische Serie)
- 2018: Mordkommission Istanbul – Tödliche Gier
- 2019: Dünya Hali (Komödie)
- 2020: Akrep (Türkische Serie)
- 2021: KBV – Keine besonderen Vorkommnisse (Fernsehserie)
- 2022: Annenin Sirridir Çocuk (Türkische Serie)
- 2022: Nachtschicht – Die Ruhe vor dem Sturm
- 2024: Aktenzeichen XY … ungelöst
- 2025: Die Drei von der Müllabfuhr – Schutzgeld (Fernsehreihe)
- 2025: SOKO Donau/SOKO Wien (Fernsehserie, Folge: Das Schweigen der Gartenzwerge)